# هانس هینریش
هانس هینریش (آلمانی: Hans Hinrich؛ ۲۷ نوامبر ۱۹۰۳ – ۲۰ اکتبر ۱۹۷۴) کارگردان فیلم و بازیگر اهل آلمان بود.
از فیلم‌هایی که وی در آن نقش داشته‌است، می‌توان به فابیولا، بینوایان و تمام رم در برابر او لرزید اشاره کرد.